# Glycyphana pusilla
Glycyphana pusilla är en skalbaggsart som beskrevs av Bacchus 1974. Glycyphana pusilla ingår i släktet Glycyphana och familjen Cetoniidae. Inga underarter finns listade i Catalogue of Life.